# Jean-Victor Mukama
Jean-Victor Mukama (24 agosto 1994) è un cestista canadese con cittadinanza ruandese.

## Carriera
Eleggibile sia per il Canada che per il Ruanda, sceglie per la prima e debutta in competizioni FIBA durante le qualificazioni per il mondiale 2023.